# Траурное кольцо

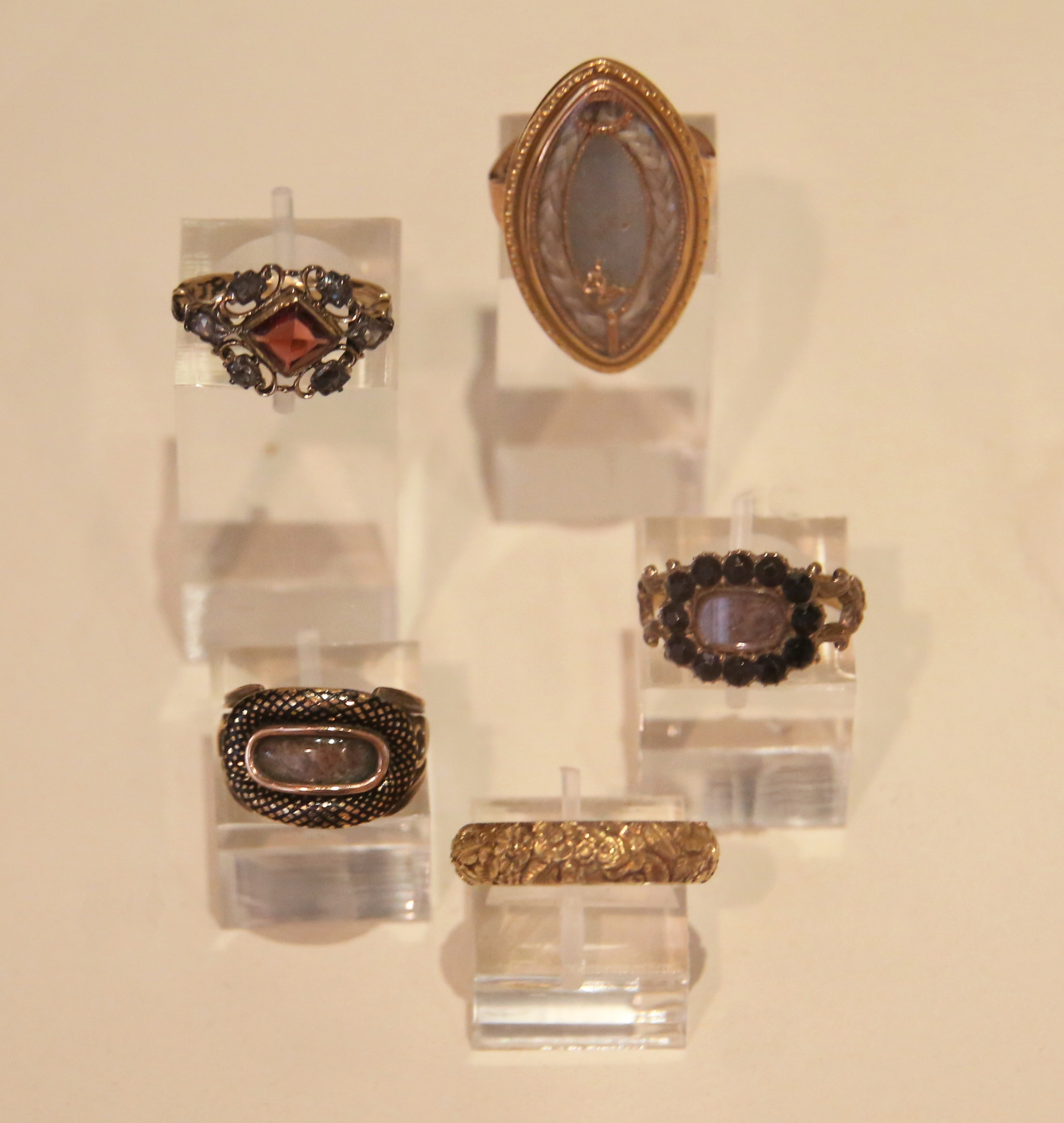
Пять траурных колец, изготовленных между 1745 и 1826 годами

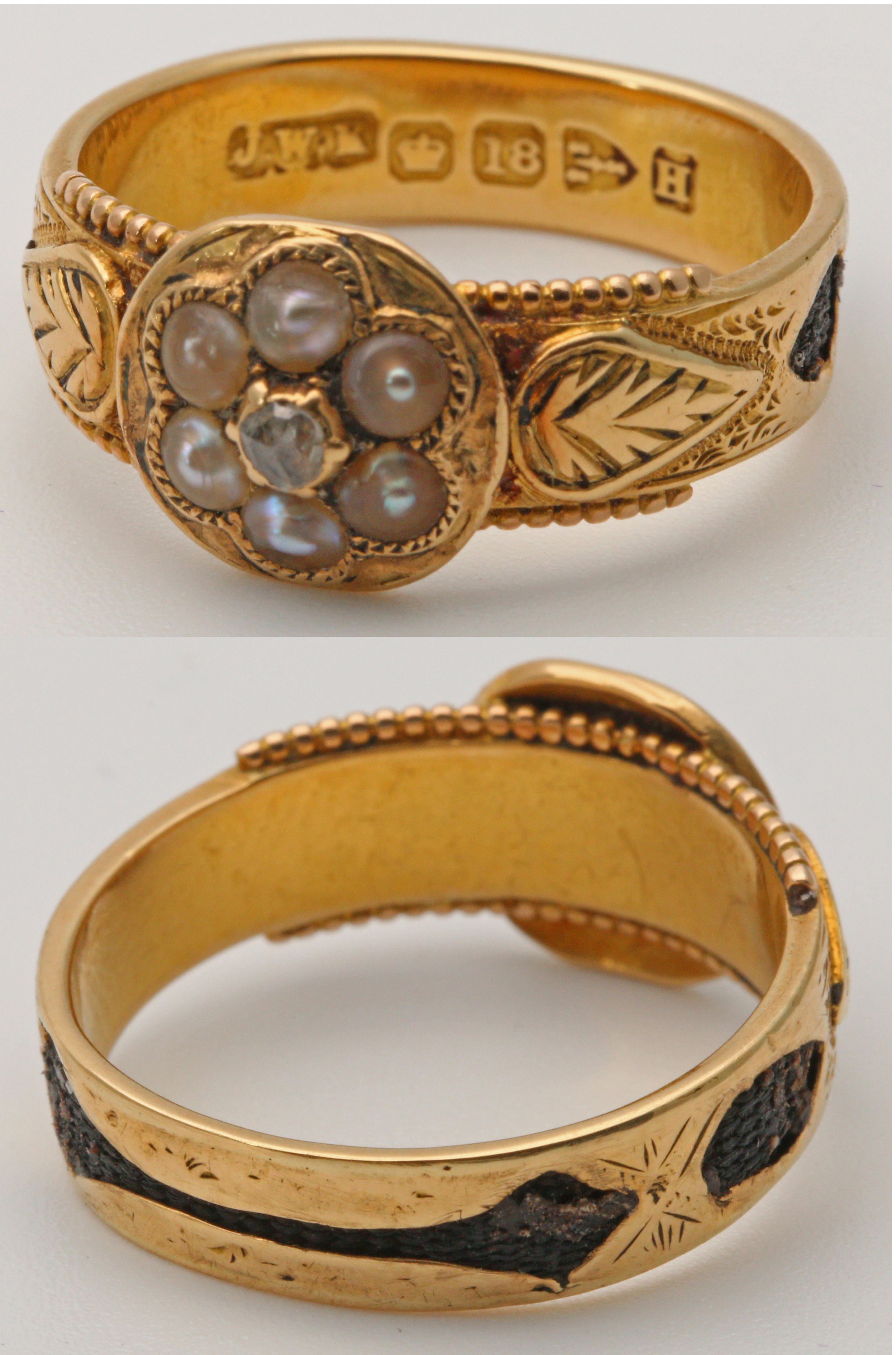
Викторианское траурное кольцо с волосами, заключёнными в золото в 18 карат

Траурное кольцо — это кольцо для ношения на пальце в память об умершем. На нём часто указываются имя и дата смерти человека, а возможно, и его изображение или девиз. Обычно они оплачивались поминаемыми или их наследниками и часто указывались вместе со списком предполагаемых получателей в завещаниях. Камни, установленные на кольцах, обычно были чёрными, а там, где можно, предпочтительнее был чёрный цвет. В противном случае использовались более дешёвые тёмные материалы, навроде чёрной эмали или вулканита. Иногда использовалась белая эмаль, особенно если умерший был ребёнком. Это также нашло определённое применение, когда оплакиваемый человек не был женат. В ряде случаев в кольца вставляли прядь волос умершего. Использование волос в траурных кольцах не было столь широко распространено из-за опасений, что волосы умершего будут заменены другими волосами.
Использование траурных колец восходит как минимум к XIV веку, хотя они чётко отделились от более общих колец Memento mori лишь к XVII веку. К середине XVIII века ювелиры начали рекламировать скорость изготовления таких колец. В основном выбирался стиль одного маленького камня с деталями об умершем, записывавшимися эмалью на поверхности кольца. Во второй половине XIX века стиль сместился в сторону колец массового производства с фотографией на безеле, а ближе к концу столетия использование траурных колец в целом прекратилось.
Использование траурных колец вновь появилось в 1930-х и 1940-х годов в Соединённых Штатах. Кольца изготавливались из бакелита, на них помещалось небольшое изображение оплакиваемого.
Траурные кольца иногда изготавливали для чествования иных случаев, помимо смерти человека. В 1793 году одно кольцо было изготовлено для Уильяма Скирвинга после того, как он был приговорён к тюремному заключению.

## Люди, завещавшие траурные кольца
- Сезар Пиктон[англ.], умер в 1836 году, завещав 16 колец.
- сэр Энтони Браун[англ.]
- полковник Николас Спенсер[англ.]
- Уильям Шекспир (траурные кольца упоминаются в завещании Шекспира)
- принцесса Амелия Великобританская